# Blauwe tuinplatworm
De blauwe tuinplatworm (Caenoplana coerulea) is een platworm (Platyhelminthes). De worm is tweeslachtig. De blauwe tuinplatworm is vrij groot (6 tot 12 cm), donkerblauw tot glanzend zwart, met een crèmekleurige lengtestreep over het midden. Spitse kop en aan de onderkant licht- tot kobaltblauw. Veel kleine ogen in een enkele rij rond de kop, en daarna geclusterd langs de zijrand van het lichaam. Deze soort leeft in of nabij zoet water.
Het geslacht Caenoplana, waarin de platworm wordt geplaatst, wordt tot de familie Geoplanidae gerekend. De wetenschappelijke naam van de soort werd voor het eerst geldig gepubliceerd in 1877 door Moseley. Caenoplana coerulea is de typesoort van het geslacht Caenoplana.